# Chima Moneke
Nwachukwu Iheukwumere Chima Moneke, né le 24 décembre 1995 à Abuja au Nigeria, est un joueur nigériano-australien de basket-ball. Il mesure 1,96 m et évolue au poste d'ailier fort.

## Biographie

### Carrière universitaire
Entre 2016 et 2018, il évolue dans le championnat américain universitaire de NCAA pour les Californiens des Aggies de l'UC Davis.

### Carrière professionnelle
Lors de la draft 2018, il n'est pas sélectionné.
Par la suite, il part en France au Rouen Métropole Basket puis joue successivement à Denain Voltaire, Quimper et Orléans. 
En 2021-2022, il quitte la France pour l'Espagne et s'engage au Bàsquet Manresa où il s'impose rapidement, décrochant notamment le titre de MVP de la  Ligue des champions de basket-ball dont il atteint la finale avec le club espagnol.
Le 15 juillet 2022, il signe aux Kings de Sacramento. Il est coupé le 7 janvier 2023.
Moneke retourne alors dans le championnat de France et s'engage avec l'AS Monaco, leader du championnat et participant à l'EuroLigue. Le contrat dure jusqu'au terme de la saison 2023-2024. Champion de France et vainqueur de la Coupe de France, il quitte le club en juillet et s'engage avec le Saski Baskonia, en première division espagnole, pour deux ans.
Fin juin 2025, il signe un contrat de deux ans avec l'Étoile rouge de Belgrade .

## Palmarès
- AS Monaco
  - Champion de France en 2023
  - Vainqueur de la Coupe de France en 2023

## Distinctions individuelles
- MVP de la Basketball Champions League (2022)
- All-Champions League First Team (2022)
- All-ACB Team (2022)